# THE SHOW (KREVAの曲)
「THE SHOW」（ザ・ショウ）は、日本のヒップホップMC、KREVAのメジャー8枚目のシングル。

## 概要
- 初回特典として、「THE SHOW」のビデオクリップを収録したDVD付きである。ジャケットの色は初回はJET BLACK盤、通常はINDIGO BLUE盤で異なる[1]。
- 「THE SHOW」のPVは須永秀明監督が手がけている。またPVには、DJ SHUHOと熊井吾郎が出演している。
- 「THE SHOW」が日米野球のテーマソングに選ばれた際には、「自分がLIVEに挑む緊張感を込めた曲なので　日米野球という真剣勝負の舞台で使っていただくことを非常に嬉しく思っています。機会があれば球場に行きたいです。」といったコメントを残している。
- MTV Video Music Awards Japan 2007にて「THE SHOW」のPVが最優秀男性アーティストビデオ賞（Best Male Video）、最優秀ヒップホップビデオ賞（Best Hip Hop Video）の2部門でのノミネートを果たし、最優秀ヒップホップビデオ賞を受賞した。

## 収録曲
1. THE SHOW　　(3:31)
1番の歌詞は北海道へのライブへ向かう飛行機の中で書かれ、その日のライブで感じたことを2番の歌詞にした[2]。歌詞に出てくる"最高はひとつじゃない"は、たまたま見ていたテレビ番組『香取慎吾の特上!天声慎吾』内でウド鈴木が発言していた「最高は1つじゃないんだよ。」をサンプリングしたもの[3]。
歌詞の一節はOZROSAURUSへのアンサーと推測された[4]。しかし、KREVA本人がこれを否定している[5][6]。
2. Have a nice day! -Live Ver.-　　(3:54)
3. THE SHOW!(Instrumental)　　(3:30)

## タイアップ
- イオン日米野球2006テーマソング。

## 楽曲の収録アルバム
- よろしくお願いします（#1）
- クレバのベスト盤（#1）